# Tippi Hedren

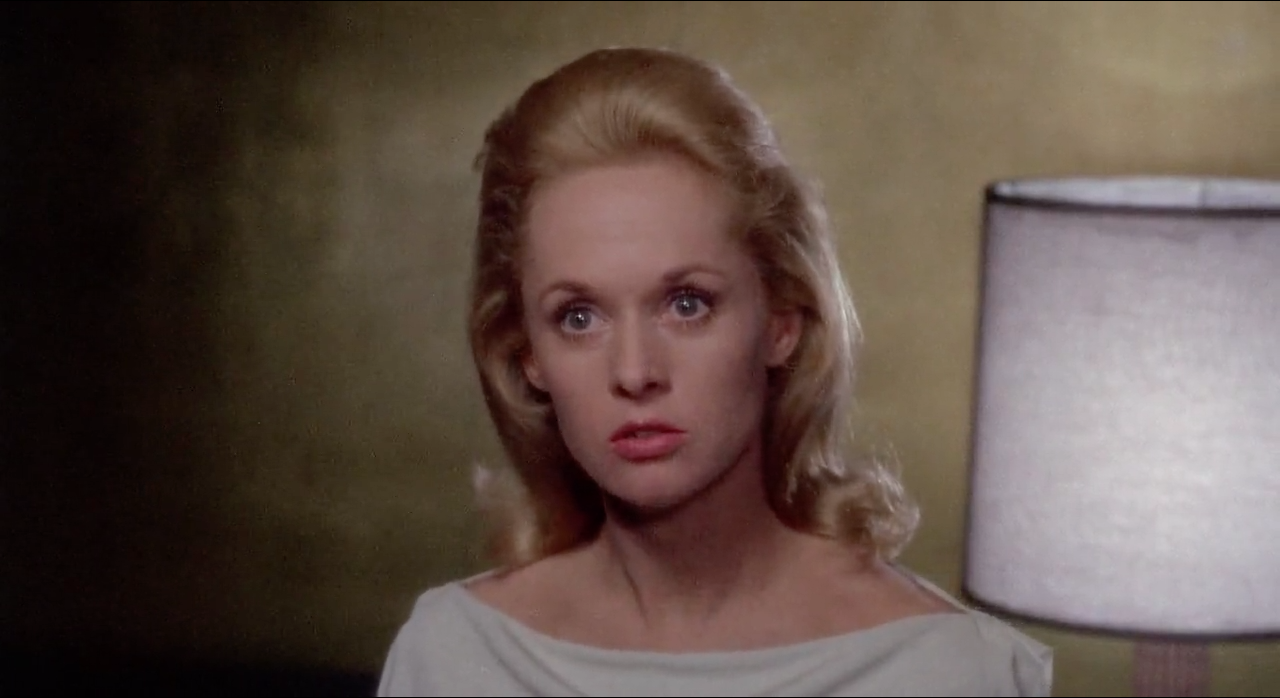
Tippi Hedren in Marnie (1964)

Nathalie Kay 'Tippi' Hedren (New Ulm, 19 januari 1930) is een Amerikaans actrice van Scandinavische afkomst. 

## Loopbaan
Alfred Hitchcock ontdekte het blonde model (die al op de voorpagina had gestaan van Life en Glamour) met amper tot geen acteerervaring tijdens een reclamespotje gedurende de Today Show in 1961. Hij castte haar vervolgens voor een rol in zijn The Birds en een jaar later ook in Marnie, waarmee haar acteercarrière van start ging. Zij won in 1964 de Golden Globe voor meest veelbelovende vrouwelijke nieuwkomer met haar rol in The Birds van Hitchcock. 
Hedren raakte in 1969 gefascineerd door de Afrikaanse leeuw, tijdens de opnames van twee films in Afrika, waar ze de dieren in het wild zag. Ze besloot tot het maken van een film over deze dieren, wat uiteindelijk zou leiden tot de film Roar (1981). Haar gezin leefde enige tijd samen met een leeuw genaamd Neil. In 1983 richtte Hedren de Roar Foundation op, een fonds gericht op de bescherming van leeuwen en tijgers in de Shambala Preserve, een leefgebied nabij Acton ter groote van 32 hectare. De dierenactiviste woonde jarenlang tussen de 50 tijgers en leeuwen. In 2020, op 90-jarige leeftijd, had ze er nog 13.
Verder zet ze zich in voor hulp bij slachtoffers van oorlogen, orkanen en aardbevingen en heeft ze bijgedragen tot de ontwikkeling van Vietnamees-Amerikaanse nagelstudio’s.
Op de Hollywood Walk of Fame is een ster van haar te vinden. Hedren won diverse prijzen waaronder de Presidential Medal van de Hofstra Universiteit.
In 2016 kwam haar boek Tippi A Memoir uit. 

## Privéleven
Hedren trouwde in 1952 met Peter Griffith, met wie ze in 1957 dochter Melanie Griffith kreeg. Het huwelijk strandde in 1961, waarop ze hertrouwde met Noel Marshall (1964-82), vervolgens met Luis Barrenecha (1985-95) en met Martin Dinnes (2002-08). Ze is de oma van Dakota Johnson (dochter van Melanie Griffith en Don Johnson) en Stella Banderas (dochter van Melanie Griffith en Antonio Banderas).

## Filmografie
- Tribute (2009, televisiefilm)
- Return to Babylon (2008)
- Her Morbid Desires (2008)
- Dead Write (2007)
- Strike the Tent (2005)
- Diamond Zero (2005)
- I Heart Huckabees (2004)
- Raising Genius (2004)
- Rose's Garden (2003)
- Dark Wolf (2003)
- Searching for Haizmann (2003)
- 111 Gramercy Park (2003, televisiefilm)
- Julie and Jack (2003)
- Tea with Grandma (2001)
- Ice Cream Sundae (2001)
- Mind Rage (2000)
- Replacing Dad (1999, televisiefilm)
- The Darklings (1999, televisiefilm)
- The Storytellers (1999)
- Break Up (1998)
- I Woke Up Early the Day I Died (1998)
- Exposé (1998)
- The Guardian (1997, televisiefilm)
- Mulligans! (1997)
- Citizen Ruth (1996)
- Inevitable Grace (1994)
- Treacherous Beauties (1994, televisiefilm)
- Teresa's Tattoo (1994)
- The Birds II: Land's End (1994, televisiefilm)
- Perry Mason: The Case of the Skin-Deep Scandal (1993, televisiefilm)
- Through the Eyes of a Killer (1992, televisiefilm)
- Shadow of a Doubt (1991, televisiefilm)
- Pacific Heights (1990)
- In the Cold of the Night (1990)
- Return to Green Acres (1990, televisiefilm)
- Deadly Spygames (1989)
- Foxfire Light (1982)
- Roar (1981)
- Allá donde muere el viento (1976, aka Where the Wind Dies)
- The Harrad Experiment (1973)
- Mister Kingstreet's War (1973)
- Satan's Harvest (1970)
- The Man and the Albatross (1969)
- Tiger by the Tail (1968)
- A Countess from Hong Kong (1967)
- Marnie (1964)
- The Birds (1963)
- The Petty Girl (1950)

- Bibsys: 98031979
- Bibliothèque nationale de France: cb13895084w (data)
- Catàleg d'autoritats de noms i títols de Catalunya: 981058510190306706
- Gemeinsame Normdatei: 132179016
- International Standard Name Identifier: 0000 0000 6311 2406
- Library of Congress Control Number: n85048401
- Nationale Bibliotheek van Tsjechië: xx0153553
- Nationale bibliotheek van Australië: 35605125
- Nationale Bibliotheek van Israël: 987007432494005171
- Nederlandse Thesaurus van Auteursnamen: 071386645
- Système universitaire de documentation: 060311134
- Trove: 1012019
- Virtual International Authority File: 74037826
- WorldCat: E39PBJdGPKYD49Hbvb8ddc9qwC